# Прапор Рудок
Пра́пор Рудок — офіційний символ міста Рудки Львівської області, затверджений 26 грудня 2003 року сесією Рудківської міської ради.
Автор — А. Гречило.

## Опис прапора
Прапор Рудок: квадратне полотнище, яке складається з двох рівношироких вертикальних смуг — синьої від древка та жовтої з вільного краю; на синій смузі — біла вежа ратуші з жовтими дашками та куполом.

## Зміст
Вежа фігурує на печатках міста з ХІХ ст. На початку ХХ ст. її силует нагадував дзвіницю місцевого костела. Для сучасного прапора збережено давній символ, інтерпретуючи його як зображення вежі сучасної будівлі міської ради, що уособлює місцеве самоврядування та відповідає історичній традиції.